# Hikmet Temel Akarsu

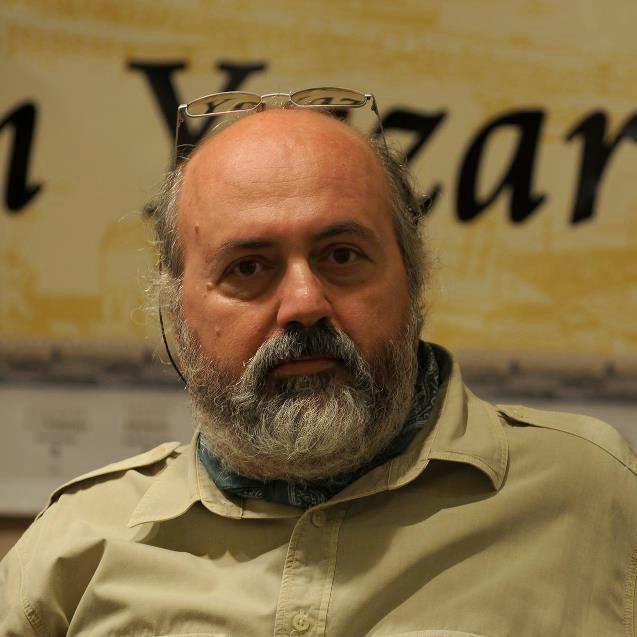
Hikmet Temel Akarsu (2012)

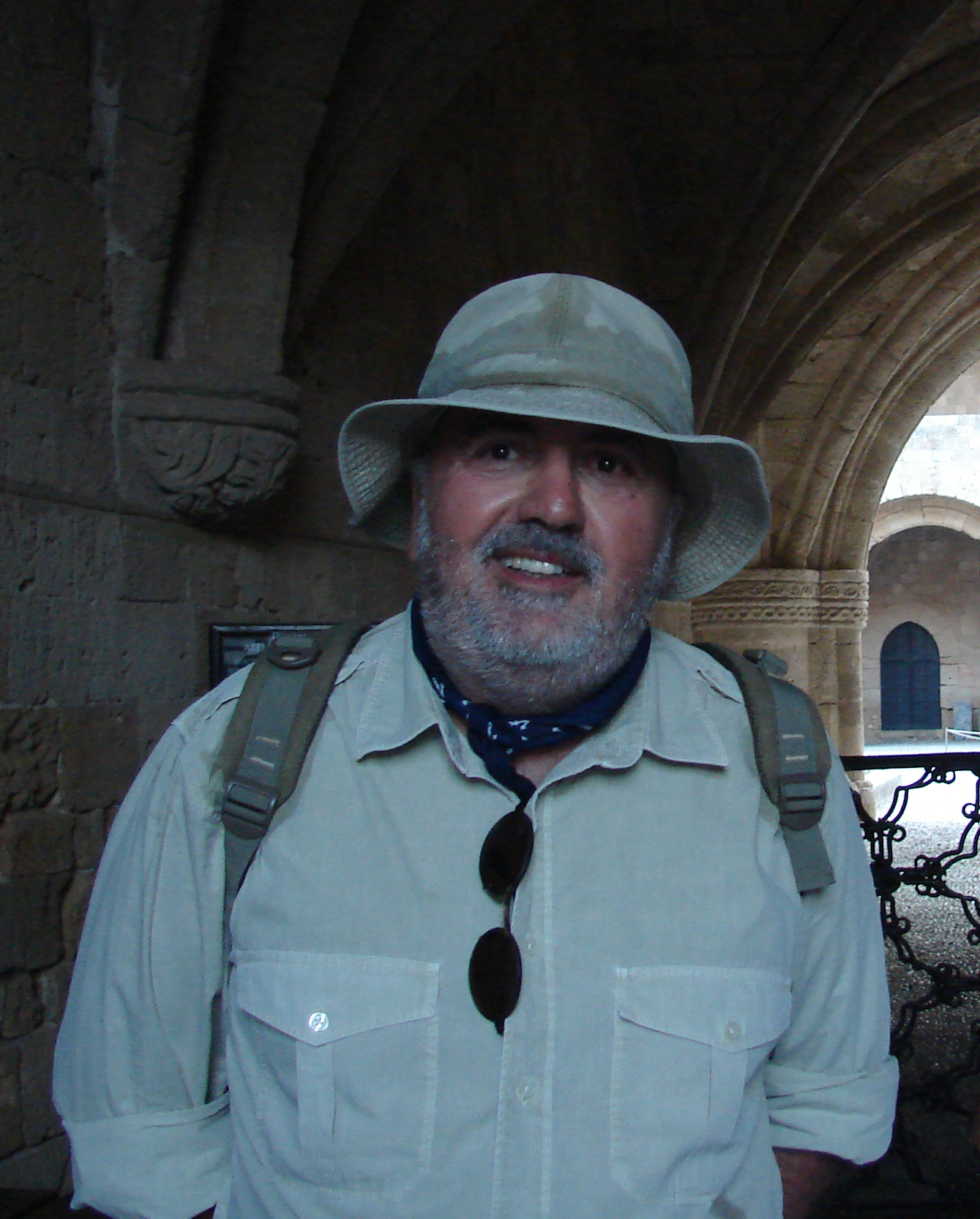
Hikmet Temel Akarsu (2014)

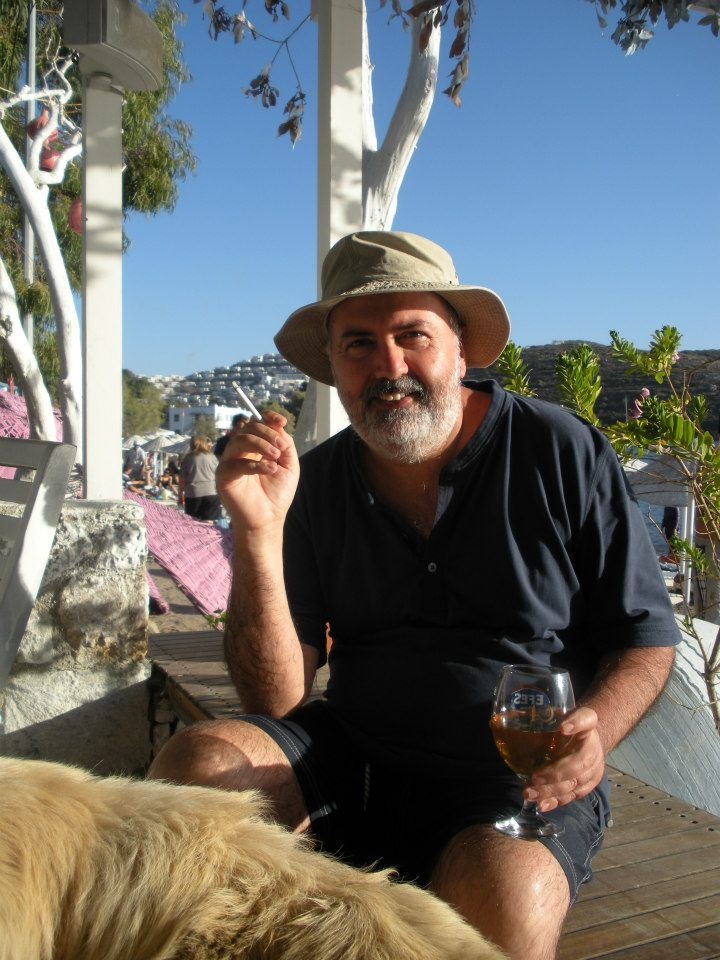
Hikmet Temel Akarsu (2012)

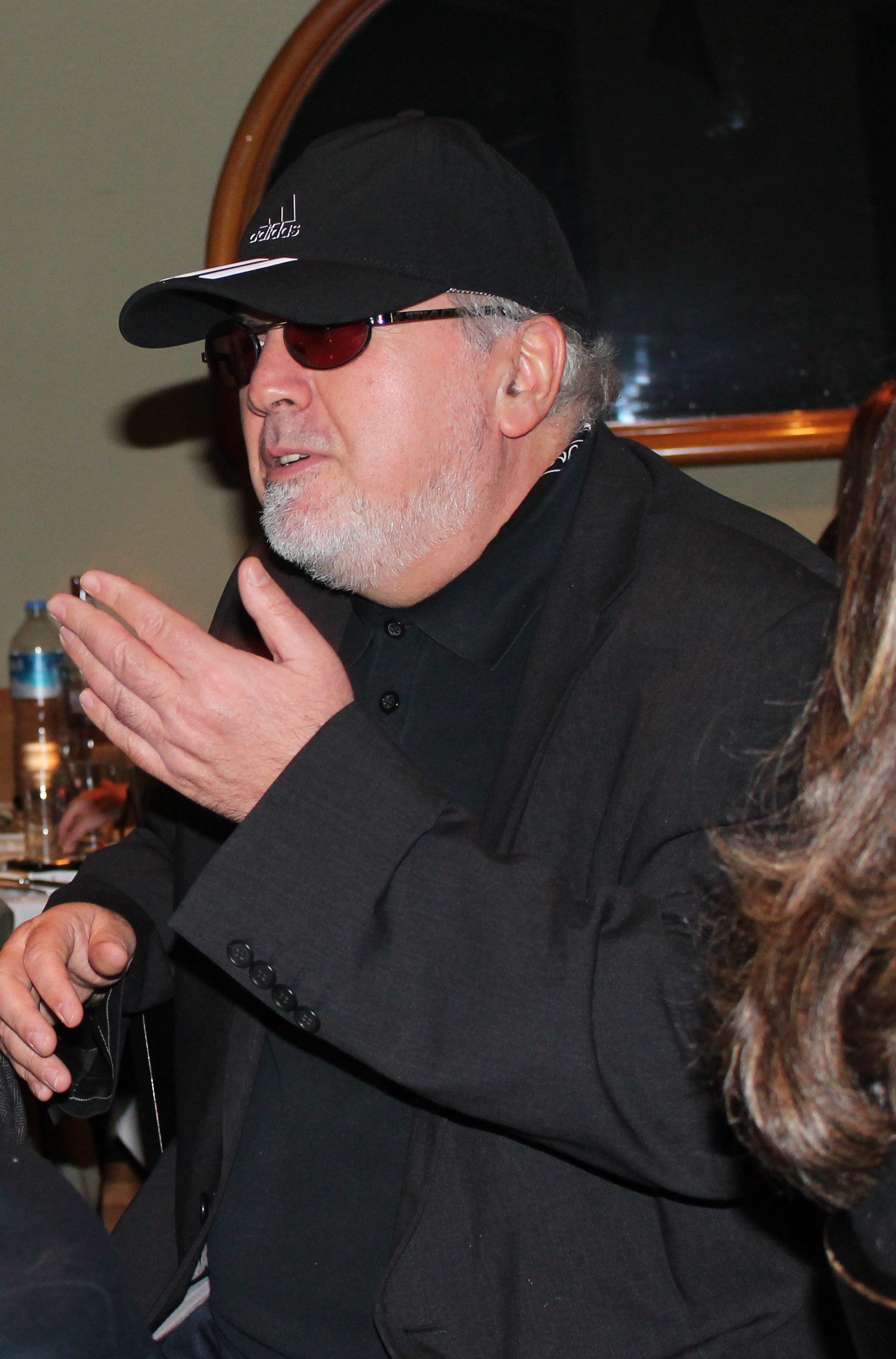
Hikmet Temel Akarsu (2019)

Hikmet Temel Akarsu (* 1960 in Gümüşhane) ist ein türkischer Roman- und Novellenschreiber und Satiriker. Er wuchs in Istanbul auf und studierte Architektur an der İstanbul Teknik Universitesi.

## Literarisches Wirken
Er produzierte auf allen literarischen Gebieten, wie Essayen, Artikeln, Kritiken, Spielen und Drehbüchern. Nicht nur seine Serienromane, sondern auch seine satirischen und kritischen Schriften fanden  Anklang in der Gesellschaft. Seine Romane, in denen er die schwierigen Jahre der Türkei schildert, hinterließen einen melancholischen Geschmack. Seine Serienromane, wie “Kayıp Kuşak” (Verlorene Generation), “İstanbul Dörtlüsü” (İstanbul Quartett) und “Ölümsüz Antikite” (Ewiges Altertum) wurden von den angesehenen Verlagshäusern der Türkei herausgegeben. Seine Schriften erschienen in vielen angesehenen literarischen Zeitschriften, u. a. in “Varlık”, “Gösteri”, “Radikal Kitap”, “Cumhuriyet Kitap” und “Yasak Meyve”. Zeitweise schrieb er auch Zeitungsartikel.
Mit seinem Rundfunkspiel “Çalınan Tez” (Gestohlene These) erhielt er einen Preis vom Türkischen Rundfunk  TRT. Seine Novelle “Babalar ve Kızları” (Väter und ihre Töchter) erschien  2005 im İnkılap Verlag. Sein erster Jugendroman “Güzelçamlı’nın Kayıp Panteri” (Verlorener Panther von Güzelçamlı)  wurde im Jahre 2006 von Can Yayınları herausgegeben. Sein Radiospiel “Taşhan” wurde in acht Kapiteln im Rundfunk TRT 1 zwischen dem 14. und 22. Juli 2006 gesendet. Er ist Mitglied im Pen Club, Türkischer Schriftsteller Verband und Architekten Verein.

## Werke

### Romane
- Aleladelik Çağı – Kayıp Kuşak 1 (Alltäglicher Zeitabschnitt – Verlorene Generation 1), İnkılap Yayınları 1989.
- Çaresiz Zamanlar – Kayıp Kuşak 2 (Hilfslose  Zeiten – Verlorene Generation 2), İnkılap Yayınları 1992.
- Yeniklerin Aşkı – Kayıp Kuşak 3 (Liebe der Verlorenen – Verlorene Generation 3), İnkılap Yayınları 1991.
- Sevgili Superi – Kayıp Kuşak 4  (Liebe Superi – Verlorene Generation 4), İnkılap Yayınları 1988.
- Kaybedenleri Öyküsü – İstanbul Dörtlüsü 1 (Die Geschichte der Verlorenen – İstanbul Quartett 1), İnkılap Yayınları 1998.
- İngiliz – İstanbul Dörtlüsü 2 (Der Engländer – İstanbul Quartett  2), İnkılap Yayınları 1999.
- Küçük Şeytan – İstanbul Dörtlüsü 3  (Kleiner Satan – İstanbul Quartett 3), İnkılap Yayınları 1999.
- Media – İstanbul Dörtlüsü 4  (Media – İstanbul Quartett 4), İnkılap Yayınları 2000.
- Aseksüel Koloni ya da Antiope – Ölümsüz Antikite 1 (Asexuelle  Kolonie oder Antiope – Ewiges Altertum 1), Telos 2002.
- Siber Tragedya ya da İphigenia – Ölümsüz Antikite  2 (Cyber Tragödie oder Iphigenia –Ewiges Altertum 2), Telos  2003.
- Casus Belli ya da Helena – Ölümsüz Antikite 3  (Der Spion  Belli  oder Helena – Ewiges Altertum 3), Telos 2003.
- Özgürlerin Kaderi (Das Schicksal der Freien), Nefti Yayıncılık 2008.
- Nihilist (Der Nihilist), Doğan Yayıncılık 2010.
- Konstantinopolis Kapılarında (Vor den Toren von Konstantinopel), Doğan Kitap 2012.

### Essays
- Bağdat Caddesi – Bağdat Allee, Heyamola (2010)
- Ottomane-Türkischen Architektonisches Erbe im Thessaloniki-Kavala Region (Kulturelle Brücken I) (mit Nevnihal Erdoğan, Seda Kaplan, Meltem Ezel Çırpı) (KÜV – Kocaeli Üniversitesi Vakfı Yayınları)
- Ottomane-Türkischen Architektonisches Erbe im Skopje-Ohrid Region (Kulturelle Brücken II) (mit Nevnihal Erdoğan und Belma Alik) (KÜV – Kocaeli Üniversitesi Vakfı Yayınları)
- Architektur in der Literatur (mit Nevnihal Erdoğan) (YEM Yayın) (2016)
- Gelenekten Cittaslow’a Taraklı (Nevnihal Erdoğan’la birlikte) (Verita Kitap) (2018)
- Mimar Gözüyle Gelibolu (Nevnihal Erdoğan’la birlikte) (Verita Kitap) (2019)
- Sinemada Mimarlık (Nevnihal Erdoğan ve Türkiz Özbursalı ile birlikte) (YEM) (2020) / (Architektur im Kino)
- Çağdaş Türk Edebiyatında Mimarlık (Nevnihal Erdoğan ve Türkiz Özbursalı ile birlikte) (2021) / (Architektur in der Zeitgenössischen Türkischen Literatur)
- Çağdaş Dünya Edebiyatında Mimarlık (Nevnihal Erdoğan ve Türkiz Özbursalı ile birlikte) (2021) / (Architektur in der Zeitgenössischen Weltliteratur)
- Edebiyatta Denizcilik / Denizcilikte Edebiyat (Emre Karacaoğlu ile birlikte) (2022) (Literatur in der Maritime / Maritime in der Literatur) (Naviga Yayınları)
- Edebiyatta Hukuk (Fırat Pürselim-Rana Hima-Sabri Kuşkonmaz-Türkiz Özbursalı-Fuat Sevimay'la birlikte) (2023) (Recht in der Literatur) (Papirus Yayınları)
- Matem Güncesi (Tagebuch der Klage) (2023) (Verita/Küçük Yayıncı)
- Felsefede Mimarlık (Nevnihal Erdoğan ile) (YEM) (2025) / (Architektur in der Philosophie)

### Kinderbücher
- Güzelçamlı’nın Kayıp Panteri – Gençlik  (Verlorener Panther von Güzelçamlı –  Jugendnovelle), Can Yayınları 2005.
- Çevreci Peri (Çevreci Peri Masalları:1) – Grüne Fee (Grüne Marchen:1) – Çizmeli Kedi Yayınları (2010)
- İlham Perisi (Çevreci Peri Masalları:2) – Die Muse (Grüne Marchen:2) – Çizmeli Kedi Yayınları (2011)
- Uzaylı Peri (Çevreci Peri Masalları:3) – Die Fee vom Weltall (Grüne Marchen:3) – Çizmeli Kedi Yayınları (2011)
- Çevreci Dede: Yaklaşan Tehlike (Roman) – Großvater Umwelt: Die Kommende Gefahr – Doğan-Egmont Yayınları (2013)
- Sultan Peri (Çevreci Peri Masalları:4) – Sultan Fee (Grüne Marchen:4) – Çizmeli Kedi Yayınları (2013)
- Şapşal Şirinler Olimpiyat Yolunda (Öykü) – Die niedlichen Chaoten auf dem Weg zur Olympiade (Geschichte) – Çizmeli Kedi Yayınları (2014)
- Çevreci Dede 2: Kış Oyunları (Roman) – Großvater Umwelt 2: Die Winterspiele – Doğan-Egmont Yayınları (2014)
- Birleşmiş Melekler (Öykü) – Vereinigte Engel – Çizmeli Kedi Yayınları (2016)
- Çevreci Dede 3: Çocuklar Dünyayı Kurtarabilir (Roman) – Großvater Umwelt 3: Die Kinder können die Welt retten – Doğan-Egmont Yayınları (2016)

### Novellen
- Babalar ve Kızları (Väter und ihre Töchter), İnkılap Yayınları 2005.
- Dekadans Geceleri (Nächte der Dekadenz), Varlik Yayınlari 2008.
- Şairlerin Barbar Sofraları (ve Diğer Öyküler) (Die Barbarischen Tafeln der Dichter (und andere Geschichten)), Doğan Kitap 2013.
- Symi'de Aşk (Emotionale Reisen:1) (Novella) (Liebe in Symi), (1984 Yayınevi) (2017)
- Sozopol’de Sonyaz (Emotionale Reisen:2) (Novella) (Letzten Sommer in Sosopol) (1984 Yayınevi) (2018)
- Elveda Venedik (Emotionale Reisen:3) (Novella) (Tschüss Venedig) (1984 Yayınevi) (2022)
- Barcelona'da Bir Gece (Emotionale Reisen:4) (Novella) (Eine Nacht in Barcelona) (1984 Yayınevi) (2023)

### Theaterstücke
- Osmanlı Sefiri (Botschafter der Osmanen) – Theaterstück in 3 Akten (im Repertoire des türkischen Staatstheaters)
- Yazar Ajanı (Manager der Schriftsteller) – Theaterstück in 3 Akten (im Repertoire des türkischen Staatstheaters)
- Asilzadeler (Hoher Adel) – Theaterstück in 3 Stücken (Umarbeitung zum Theaterstück von Ömer Seyfettin, im Repertoire des türkischen Staatstheaters)
- Ekodekalog – Theaterstück in 3 Akten (im Repertoire des türkischen Staatstheaters)
- Çevreci Dede ( )- Theaterstück in 3 Akten (im Repertoire des türkischen Staatstheaters)
- Çariçenin Fendi ( )- Theaterstück in 3 Akten (im Repertoire des türkischen Staatstheaters)
- Malazgirt: Özgürlerin Kaderi (Manzikert: Das Schicksal der Freien) – Theaterstück in 4 Akten (im Repertoire des türkischen Staatstheaters)
- Yurtdışı Sevdası (Liebe zum Ausland) – Theaterstück in 4 Akten (im Repertoire des türkischen Staatstheaters)
- Ruhbanlar (Teolojik Dörtlü:3), „Die Geistlichen“ (Theologisches Quartett: 3), Tragodie, Staatstheater
- Yanarım Aşkın Oduna Düşüben, „Brennend falle ich in die Flammen der Liebe“, Musical, Staatstheater
- Özgürlük Başka Yerde, Freiheit ist Anderswo – Theaterstück in 2 Akten – Staatstheater
- Osmanlı Sefiri – Müzikal Komedi (Bütün Oyunları:1) (Küçük Yayıncı)(2016)
- Çariçenin Fendi – Tarihsel Komedi (Bütün Oyunları:2) (Küçük Yayıncı)(2017)
- Yunus Emre: Yanarım Aşkın Oduna Düşüben – Müzikal Oyun (Bütün Oyunları:3) (Küçük Yayıncı)(2017)
- Malazgirt: Özgürlerin Kaderi – Tarihi Oyun (Bütün Oyunları:4) (Küçük Yayıncı) (2017)
- Teolojik Dörtlü – Tragedyalar (Tarihçiler-Vandallar-Ruhbanlar-Müridler) (Bütün Oyunları:5) (2018)
- Rant Rezidans – Oyunlar (Yazar Ajanı – Ekodekalog – Rant Rezidans) (Bütün Oyunları:6) Küçük Yayıncı (2019)
- Yurtdışı Sevdası – Oyunlar (Yurtdışı Sevdası – Taşhan – Özgürlük Başka Yerde) (Bütün Oyunları:7) Küçük Yayıncı (2019)
- Felekleri Temaşa – Müzikal Oyun (Bütün Oyunları:8) Küçük Yayıncı (2020)

## Radiostücke
- Çalınan Tez (Die gestohlene These) – Radiostück (TRT)
- Taşhan (Das Steinhaus) – Radiostück in acht Teilen (TRT)
- Yurtdışı Sevdası (Liebe zum Ausland) – Radiostück in acht Teilen (TRT)

## Veröffentlichte Spiele
- Osmanlı Sefiri (Botschafter der Osmanen) – Musikalische Komödie – 3 Akten – Küçük Yayıncı (2017)
- Çariçenin Fendi – Historische Komödie – 3 Akten – Küçük Yayıncı (2017)
- Yunus Emre – Musikalisches Spiel – 4 Akten – Küçük Yayıncı (2017)

## Werke ins Englische übersetzt
- Losers’ Tale – Rock’n Novel (Çeviri: Emre Karacaoğlu) (Özgün İsim: Kaybedenlerin Öyküsü) (Amazon Kindle Book)
- Full Moon Party – Short Story (Çeviri: Emre Karacaoğlu) (Özgün İsim: Dolunay Partisi) (Amazon Kindle Book)
- West End Girls – Short Story (Çeviri: Emre Karacaoğlu) (Özgün İsim: West End Kızları) (Amazon Kindle Book)
- Cihangir At Dawn – Short Story (Çeviri: Emre Karacaoğlu) (Özgün İsim: Şafak Vakti Cihangir) (Amazon Kindle Book)
- My Canticle – Short Story (Çeviri: Emre Karacaoğlu) (Özgün İsim: Neşide’m) (Amazon Kindle Book)
- Fathers and Daughters - Short Story (Çeviri: Emre Karacaoğlu) (Özgün İsim: Babalar ve Kızları) (Amazon Kindle Book)
- Architecture in Fictional Literature: Essays on Selected Works (Bentham Books) (with Nevnihal Erdoğan)
- Love in Symi – Emotional Journeys:1 (Übersetzt von Nefise Mandaci) – (Amazon Kindle Boo)
- Architecture in Contemporary Literature (Bentham Books) (2023) (with Nevnihal Erdoğan)
- Architecture in Cinema (Bentham Books) (2024) (with Nevnihal Erdoğan)
- Fall in Sozopol - Emotional Journeys:2 (Übersetzt von Nefise Mandacı) (Amazon Kindle Book) (2024)

| Personendaten    | Personendaten                                         |
| ---------------- | ----------------------------------------------------- |
| NAME             | Akarsu, Hikmet Temel                                  |
| KURZBESCHREIBUNG | türkischer Roman- und Novellenschreiber und Satiriker |
| GEBURTSDATUM     | 1960                                                  |
| GEBURTSORT       | Gümüşhane                                             |